# Philipp Brammer
Philipp Brammer (Gräfelfing, 28 agosto 1969 – 28 luglio 2014) è stato un attore e doppiatore tedesco.

## Biografia
È figlio d'arte degli attori Dieter Brammer e Inge Rassaerts. È fratello minore dell'attrice Christiane Brammer.
È scomparso il 28 luglio 2014 durante un'escursione in montagna. 
Il 1° agosto il corpo è stato ritrovato dalla polizia e un gruppo di soccorso. La morte è stata causata da una caduta di oltre 70 metri. 
Era sposato con l'attrice e sceneggiatrice Dominique Lorenz con la quale aveva due figlie.

## Filmografia

### Televisione
- Wagner - serie TV (1983)
- L'ispettore Derrick (Derrick) - serie TV (6 episodi) (1993-1998)
- Marienhof - serie TV (1998-2000)
- Il nostro amico Charly (Unser Charly) - serie TV (1 episodio) (2000)
- Samt und Seide - serie TV (2000-2001)
- Faber l'investigatore (Der Fahnder)- serie TV (1 episodio) (2005)
- Soko 5113 - serie TV (2 episodi) (2006,2013)
- Medicopter 117 - Jedes Leben zählt - serie TV (1 episodio) (2006)
- Aktenzeichen XY … ungelöst - serie TV (1 episodio) (2013)
- Il commissario Köster (Der Alte) - serie TV (1 episodio) (2014)

## Doppiaggio

### Film
- Devin Ratray in Mamma, ho riperso l'aereo: mi sono smarrito a New York
- Leonardo di Caprio in La stanza di Marvin
- Matthew Lillard in Scream, Scooby-Doo
- Giovanni Ribisi in The Gift, Lost in Translation - L'amore tradotto, Ritorno a Cold Mountain, Corrispondenza d'amore, Sky Captain and the World of Tomorrow
- Martin Freeman in Guida galattica per autostoppisti

### Film d'animazione
- Roronoa Zoro in One Piece - Per tutto l'oro del mondo, One Piece - Avventura all'Isola Spirale, One Piece - Il tesoro del re, One Piece - Trappola mortale, One Piece - La spada delle sette stelle, One Piece - L'isola segreta del barone Omatsuri, One Piece - I misteri dell'isola meccanica, One Piece - Un'amicizia oltre i confini del mare, One Piece - Avventura sulle isole volanti, One Piece Film: Z
- Uchida in Perfect Blue
- Tatsuo Kusakabe in Il mio vicino Totoro
- Reno in Final Fantasy VII: Advent Children
- Kevin in Pokémon: Arceus e il Gioiello della Vita

### serie televisive
- Tim Bagley in La vita secondo Jim

### Serie televisive d'animazione
- Peter Pan in Peter Pan
- Ryō Urawa in Sailor Moon
- Roronoa Zoro in One Piece
- Joco in Shaman King
- Vincent Law in Ergo Proxy